# Juan Chávez
Juan Chávez (Hacienda de Peñuelas, Aguascalientes, 4 de julio de 1831 - Camino de Arrona, 15 de febrero de 1869) fue un político mexicano del Estado de Aguascalientes. Era conocido por los sobrenombres de "Ídolo de las Beatas" (sobrenombre que le fuera dado por la prensa liberal de la época) o "Rojas de los Mochos," sobrenombres que fueron impuestos por la prensa de la época. Juan Chávez es un individuo en torno al cual se han desarrollado diversas leyendas y mitos que derivan de sus actividades ilícitas, aunque es realmente muy poco lo que se conoce acerca de su vida previa a convertirse en ladrón y salteador de caminos, y la poca información con la que se cuenta de esa época anterior, se ha obtenido directamente de las partidas tanto de matrimonio como de defunción.

## Biografía

### Orígenes
Juan Chávez nace en la que en algún tiempo fue la Hacienda de San Marcos, el día 4 de julio de 1831, siendo hijo natural de una campesina de nombre Ignacia Chávez y del conservador Don Juan Dávalos, dueño de la hacienda de Peñuelas, y quien era muy conocido por apoyar a la causa conservadora con grandes cantidades de dinero y vacas, información que se constata de la partida de defunción de Juan Chávez. No obstante, en la partida de nacimiento se hace referencia a que era hijo de Don Juan Chávez y de Doña María Delgado. Don Juan Dávalos tenía a su vez otro hijo de nombre Romualdo Dávalos, quien era el propietario del palenque La Primavera, que se encontraba en el viejo barrio de San Marcos, donde después estuvo el colegio Portugal.

### Carrera política
Juan Chávez fue conservador seguramente gracias a la influencia de su padre. Así, al ser gran devoto de la Iglesia, estaba en contra de las Leyes de Reforma como era la tendencia entre los conservadores de la época, ya que incluso la propia iglesia en el Syllabus estaba en oposición a las ideologías liberales. Su devoción lo llevó a unirse a los franceses que por aquellos años invadieron México en lo que se conoció como La Intervención Francesa. De ello, es que entre las leyendas que se cuentan sobre Juan Chávez, se dice que el mismo emperador Maximiliano le mandó regalar una espada en reconocimiento a su valor.
Fue Gobernador del Estado de Aguascalientes por designación francesa de parte del general Aquiles Bazaine, desde el 21 de diciembre de 1863, hasta finales del mes de febrero de 1864, reemplazando en el cargo a Don José María Chávez, quien había salido del Estado para pelear contra los franceses que asolaban la nación. Fueron los mismos franceses quienes le retiraron el cargo de gobernador, designando en el puesto a Cayetano Basave. El manifiesto de Juan Chávez durante su etapa de jefe político del Estado fue: “Viva la Religión, viva la regencia del imperio”, con lo que se había propuesto devolver a la religión su prestigio.
Se sabe además que Juan Chávez, después de que le fuera retirado el cargo de gobernador, siguió apoyando a los franceses, e incluso participó en la aprehensión de José María Chávez en el poblado de Jerez, Zacatecas. Cabe desatacar que a pesar del apellido, Juan Chávez y José María Chávez no comparten ningún parentesco.

### Su vida como bandolero
Es tan poco lo que se sabe de Juan Chávez, que se desconoce a ciencia cierta cuando fue que comenzó con sus actividades delictivas. Se sabe que era uno de los principales bandoleros de la época en el Estado de Aguascalientes, conjuntamente con Dionisio Pérez y Máximo González, bandoleros que también asolaron el Estado de Aguascalientes, sin embargo, dadas las peculiaridades de Juan Chávez y las leyendas que en torno a él se han generado, es este último del que ha quedado un hondo recuerdo en la memoria colectiva de los habitantes del Estado de Aguascalientes y alrededores. Algunos autores, mencionan que para el año de 1860 Juan Chávez ya había cometido algunos saqueos por la parte nororiente del Estado de Aguascalientes y en las fronteras colindantes con los estados de Zacatecas y San Luis Potosí, siendo incluso capaz de entrar en las ciudades a pleno día a cometer todo tipo de conductas contrarias a la ley; incluso el mismo Juan Chávez fue el culpable de haber quemado el archivo municipal en 1862 y el antiguo parián en 1863, quedando en cenizas gran parte del mismo recinto.
Juan Chávez comenzó a volverse famoso en el Estado por la capacidad que tenía de siempre escapar de la justicia, incluso en el año de 1862 el gobierno le ofreció la posibilidad de amnistía, la que aprovechó y además se unió al gobierno en sus pesquisas de delincuentes, teniendo muy buenos resultados y recibiendo elogios por parte de la prensa, aunque acostumbrado a la vida de ladrón volvió a las andadas en 1863, continuando con su fama de siempre escapar de la ley, ya en el año de 1868 se sabe cada vez menos de él.

### Muerte
Es en el mes de febrero de 1869 que la justicia comienza una furiosa persecución en contra del caudillo, la que se extendió desde el día 12 hasta el día 15 del mismo mes, escapando de la justicia sólo para encontrar su muerte mientras dormía la misma noche del día 15 de febrero de 1869, a la edad de treinta y siete años. Irónicamente su muerte no fue a manos de la justicia, sino a manos de dos de sus hombres que aprovecharon la fatiga que pesaba sobre Juan Chávez después de varios días sin dormir. Sobre su muerte, versiones señalan que quienes le dieron muerte fueron Viviano Nieves y Cenobio N, mientras que otras señalan que fueron Viviano Nieves y Agatón Chávez. Lo cierto es que murió por sus propios hombres, quienes lo atravesaron de lado a lado del tórax con lanzas.
Juan Chávez murió ultimado por sus propios hombres en un camino que conduce de San Sebastián a Encarnación de Díaz Jalisco, la noche del 15 de febrero de 1869.

### Leyenda sobre su tesoro
Lo que hizo crecer aún más la leyenda de Juan Chávez, es que luego de cometido algún atraco, él mismo y a escondidas de sus secuaces, iba a depositar lo robado en los túneles que se encuentran debajo del Cerro de los Gallos, aunque otras versiones dicen que lo depositaba en los que se encuentran debajo del Cerro del Muerto. Se dice que gracias a estos túneles, Juan Chávez siempre podía escapar de sus perseguidores, ya que dichos túneles cruzan por debajo de la ciudad, aunque muchos de esos túneles se deben a los acueductos, mantos acuíferos y manantiales famosos de la región lo cual hace partícipe a la imaginación colectiva y regional sobre el misterio de sus escondites secretos. Tras su muerte, algunos de sus secuaces se dedicaron a explorar los cerros en busca de su tesoro, pero nunca dieron con el lugar donde lo escondió. Su misma esposa Petra Ávila, acompañada de algunos familiares trataron de localizar el lugar donde escondió el tesoro, pero su búsqueda igualmente fue en vano.
Hoy en día aún no se ha localizado el lugar donde se dice que Juan Chávez depositó su tesoro, inclusive se tiene noticia de personas que incursionaron dentro de los túneles en busca del mismo pero nunca más se supo de ellas, lo que ha acrecentado aún más la leyenda de Juan Chávez.

### Legado
Actualmente son muchas las leyendas que se cuentan entre las personas del Estado de Aguascalientes y de algunos municipios cercanos a Aguascalientes pertenecientes a los Estados de Jalisco y Zacatecas. Igualmente, dentro del Parque Recreativo Rodolfo Landeros, existe un atractivo al cual se le ha denominado "Cabaña de Juan Chávez" consistente en una casa construida sobre la ladera de una colina, en la cual, debido a la inclinación de la construcción con relación a la colina sobre la cual se encuentra construida, aparenta que las leyes de la naturaleza se quebrantan, dando así la impresión de que sucesos sobrenaturales se registran al interior de la misma, cuestión que contribuye a mantener vivo en el recuerdo tanto de infantes como de adultos conjuntamente con la leyenda que del personaje aquí reseñado se ha gestado a través de los años.